# キセキ -あの日のソビト-
『キセキ -あの日のソビト-』（キセキ あのひのソビト）は、2017年1月28日に公開された日本映画。松坂桃李と菅田将暉のダブル主演。
GReeeeNの楽曲「キセキ」の誕生までの実話がもとになっている。GReeeeNの曲名にもあるように画作りに「道」を重視した今作品の監督 兼重淳は、ロケ地選びにもこだわり、「アップダウンのある画」のために坂の多い東京都日野市をメインロケ地として選んだ。

## キャスト
JIN（ジン）
演：松坂桃李　森田家長男
歯科大の仲間
HIDE（ヒデ）
演：菅田将暉　森田家次男
navi（ナビ）
演：横浜流星　めがね
92（クニ）
演：成田凌　髭
SOH（ソウ）
演：杉野遥亮　長身
理香
演：忽那汐里　HIDEの彼女。レコードショップ店員
結衣
演：平祐奈　拡張型心筋症の入院患者。森田誠一が担当医
ふみ
演：早織
トシオ
演：奥野瑛太　JINのバンド仲間。実家は自動車整備工場
売野
演：野間口徹　音楽事務所のディレクター
森田珠美
演：麻生祐未　森田家、母
森田誠一
演：小林薫　森田家、父。医師

## スタッフ
- 監督：兼重淳
- 脚本：斉藤ひろし
- 音楽：GReeeeN 大野宏明
- プロデューサー：小池賢太郎
- 音楽プロデューサー：JIN
- 製作：松井智、村松秀信、木下直哉、木原康博、町田晋、木村友一、寺島ヨシキ、牧和男
- 共同プロデューサー：丸山文成、柳迫成彦
- アソシエイトプロデューサー：飯田雅裕、千木良卓也、平石明弘
- 協力プロデューサー：田口聖
- 撮影：向後光徳
- 照明：斉藤徹
- 録音：吉田憲義
- 美術：布部雅人
- 装飾：斉藤暁生
- 編集：小原聡子
- キャスティング：田端利江
- 劇伴：大野宏明
- 衣裳：下田梨来
- ヘアメイク：知野香那子
- 助監督：森本晶一
- スクリプター：押田智子
- 制作担当：角田隆
- ラインプロデューサー：中円尾直子
- 宣伝プロデューサー：徳安慶憲
- 音響効果：佐藤祥子
- 音響効果助手：内藤和冬
- 宣伝プロデューサー補：土屋志歩
- 制作宣伝：久慈明日香、高松美由紀
- 楽器協力：ヤマハミュージックジャパン
- 協力：ユニバーサルミュージック
- 企画協力：ハイスピードボーイズ
- 配給：東映
- 製作プロダクション：ジョーカーフィルムズ
- 製作：「キセキ -あの日のソビト-」製作委員会（ハピネット、東映、木下グループ、ジョーカーフィルムズ、ハイスピードボーイズ、朝日新聞社、エイベックス・ピクチャーズ、イオンエンターテイメント）

## 興行成績
全国157スクリーンで公開され、2017年1月28日と翌29日の初日2日間で観客動員数18万2,044人、興行収入2億3,286万4,600円となり、興行通信社の調査による映画観客動員ランキングでは『ドクター・ストレンジ』に次ぐ初登場第2位となった。
また、ぴあの調査による初日満足度ランキングでは満足度92.9ポイントを獲得し第1位となっている。
公開2週目の週末となる2017年2月4日と翌5日の2日間で観客動員数13万9,751人、興行収入1億7,859万4,700円となり、累計興収は6億円を突破した。
公開から20日目となる2017年2月16日時点の累計で、観客動員数が80万2,718人、興行収入が10億1,053万0,700円に到達し、いずれも2017年公開の邦画実写作品トップで、さらに10億円の大台一番乗りを果たした。

## 音楽

### 主題歌
「ソビト」
歌・作詞・作曲 - GReeeeN

### 挿入歌
「UNCHAINED」
歌 - 松坂桃李 / 作詞 - JIN・大村真司 / 作曲 - JIN・PABLO
「the way」
歌 - 松坂桃李 / 作詞 - JIN / 作曲 - JIN・R_Men_Soul
2023年12月には楽曲プロデュースを担当したJINによるバンド、High Speed BoyzによるカバーがYouTubeにて公開された。
「声」
歌 - 菅田将暉・横浜流星・成田凌・杉野遥亮 / 作詞・作曲 - GReeeeN
「道」
歌 - 菅田将暉・横浜流星・成田凌・杉野遥亮 / 作詞・作曲 - HIDE
「キセキ」
歌 - 菅田将暉・横浜流星・成田凌・杉野遥亮 / 作詞・作曲 - GReeeeN

## グリーンボーイズ
グリーンボーイズとは劇中でGReeeeNのメンバー役を演じた菅田将暉、横浜流星、成田凌、杉野遥亮の4人によって結成されたユニットで、ユニット名はGReeeeNの前身となるグループの名前である。4人はこの名義で、GReeeeNの10年前のデビュー日と同日である2017年1月24日にCDデビューも果たし、同年1月20日にはテレビ朝日系列の音楽番組『ミュージックステーション2時間SP』への出演も果たした。

### メンバー
- 菅田将暉
- 横浜流星
- 成田凌
- 杉野遥亮

## DVD/Blu-ray
| 発売日         | 規格品番                                                                                | 備考                                               |
| -------------- | --------------------------------------------------------------------------------------- | -------------------------------------------------- |
| 2017年07月04日 | BIBJ-3185:豪華版DVD BIBJ-3186:通常版DVD BIXJ-0247:豪華版Blu-ray BIXJ-0248:通常版Blu-ray | 豪華盤にはメイキング・舞台挨拶などの映像特典が収録 |

## ノベライズ
- 小林雄次『キセキ -あの日のソビト-』（2017年01月07日、朝日文庫、9784022648358）

## 受賞歴
- 第41回日本アカデミー賞[15]
  - 優秀音楽賞 : JIN

- 第91回キネマ旬報ベスト・テン[16]
  - 主演男優賞 : 菅田将暉
- 第42回報知映画賞
  - 主演男優賞 : 菅田将暉

## 舞台
映画をもとにした音楽劇として、2021年に舞台化。

### キャスト (舞台)
- JIN - 崎山つばさ
- HIDE - 立石俊樹
- navi - 太田将熙
- 92 - 岸本勇太
- SOH - 里中将道
- - 大石敦士
- - 朝倉ふゆな
- - 遠山景織子
- - 羽場裕一

### スタッフ (舞台)
- 脚本・演出 - 吉谷晃太朗

### 上演日程
- 2021年10月22日 - 11月7日、東京・紀伊國屋サザンシアター TAKASHIMAYA
- 2021年11月11・12日、大阪・COOL JAPAN PARK OSAKA WWホール